# Franklin megye (Észak-Karolina)
Franklin megye az Amerikai Egyesült Államokban, azon belül Észak-Karolina államban található. Megyeszékhelye és legnagyobb városa Louisburg. Lakosainak száma 68 573 fő (2020. április 1.). Franklin megye Warren, Halifax, Nash, Johnston, Wake, Granville és Vance megyékkel határos.

## Népesség
A megye népességének változása:
| Lakosok száma | 60 794 | 61 197 | 61 560 | 62 260 | 63 710 | 68 573 |
|               | 2010   | 2011   | 2012   | 2013   | 2015   | 2020   |